# Ворона, Анатолий Анатольевич
Анато́лий (Дании́л) Анато́льевич Воро́на (Жи́цкий) (укр. Анатолій (Данило) Анатолійович Ворона (Жицький); род. 7 февраля 1980, Ковель, Волынская область) — украинский футболист, полузащитник.

## Биография
Начинал заниматься футболом в Ковеле. Первый тренер — Николай Викторович Лесь, под его руководством занимался шесть лет. В 17 лет побывал на просмотре в запорожском «Металлурге», но команде не подошёл. В 1998 году попал в луцкую «Волынь». В 1999 году выступал за одесский «Черноморец-2», в команде в Первой лиге Украины провёл 11 матчей и забил 1 гол (житомирскому «Полесью»). За основу «Черноморца» провёл всего 1 матч в Высшей лиге 1 августа 1999 года в выездном матче против львовских «Карпат» (5:0), Ворона вышел на 70 минуте вместо Василия Мокана. После снова играл за «Волынь», и за «Сокол» (Золочев), в любительском чемпионате и Второй лиге.
Затем играл за сумские команды «Фрунзенец-Лига-99» и «Спартак», с 2005 года по 2007 год играл за киевскую «Оболонь» в Первой лиге. В августе 2007 года подписал контракт с молдавским «Зимбру». За полгода, проведённых в клубе, сыграл 14 матчей. В марте 2008 года провёл 1 матч за «Крымтеплицу» из Молодёжного в Первой лиге. Сезон 2008/09 провёл в тернопольской «Ниве» во Второй лиге, сыграл 25 матчей и забил 3 гола, также провёл 1 матч в Кубке Украины. Зимой 2009 года побывал на просмотре в узбекском клубе «Андижан». Летом 2009 года перешёл в «Арсенал» из Белой Церкви. Анатолий Ворона принял участие в победном матче против «Полтавы» (1:0), за участие в Первой лиге Украины.
Затем провёл три игры за ФК «Феникс-Ильичёвец», и перешёл в мини-футбол где играл за МФК «Апперкот» (Ковель) до апреля 2013 года.
В 2015 году снова играл за «Ниву». 2 февраля 2016 года получил статус свободного агента в связи с роспуском тернопольской команды.

## Достижения
- Бронзовый призёр Первой лиги Украины (2): 2005/06, 2006/07
- Победитель Второй лиги Украины: 2008/09